# De Tres Esplets
De Tres Esplets es un cultivar de higuera de tipo higo común Ficus carica, trífera (tres cosechas: brevas de junio, higos de agosto e higos tardíos de octubre) de higos de epidermis con color de fondo morado intenso con sobre color negro. Se cultiva en la colección de higueras de Montserrat Pons i Boscana en Llucmajor, Islas Baleares.

## Sinonimia
- „sin sinónimos“,[3][5][6]

## Historia
Actualmente la cultiva en su colección de higueras baleares Montserrat Pons i Boscana, rescatada de un ejemplar o higuera madre cultivada en "es Palmer" en el término de Campos, propiedad de Pere Ginard gran conocedor de esta variedad atípica por el número de cosechas.
La variedad 'De Tres Esplets' es originaria de Campos, donde es cultivada y conocida,. Se la conoce con este nombre por sus hábitos de fructificación, parecidos a los de un Cabrahigo que da tres cosechas (esplets:cosechas).

## Características
La higuera 'De Tres Esplets' es una variedad trífera de tipo higo común. Árbol de tamaño reducido, con copa redondeada bastante clara, de ramas y de follaje. Sus hojas con 3 lóbulos (60%) son las mayoritarias, de 1 lóbulo (35%) y de 5 lóbulos (5%). Sus hojas con dientes presentes y márgenes dentados poco recortados. 'De Tres Esplets' tiene poco desprendimiento de higos, y un rendimiento productivo alto por cada árbol. La yema apical cónica de color verde amarillento.
Los frutos 'De Tres Esplets' son brevas esféricas e higos piriformes, bastante esférico, que presentan unos frutos medianos de unos 36 gramos en promedio, de epidermis de consistencia mediana, grosor de la piel delgado, de color de fondo morado intenso con sobre color negro. Ostiolo de 2 a 3 mm con escamas pequeñas moradas. Pedúnculo de 3 a 5 mm troncocónico morado negro. Grietas longitudinales muy escasas. Costillas marcadas. Con un ºBrix (grado de azúcar) de 26 en brevas, sabor dulce, y de 20 poco dulce a soso en higos, con consistencia mediana, con color de la pulpa rosado. Con cavidad interna pequeña o ausente y una gran cantidad de aquenios medianos. Son de un inicio de maduración las brevas de 5 a 10 de junio, 1º higos sobre el 2 de agosto, 2º higos 2 de octubre. Tienen un alto porcentajes de siconos emparejados y de rendimiento por árbol alto y prolongado.
Se usa para breva fresca en la alimentación humana e higos frescos y secos para alimentación animal. Producción alta y prolongada. Tienen fácil abscisión del pedúnculo y muy poca facilidad de pelado, la piel se rompe. Son muy sensibles a las lluvias, y al transporte, bastante resistentes a la apertura del ostiolo, y medianamente susceptibles al desprendimiento.

## Cultivo
'De Tres Esplets', se utiliza las brevas en fresco para consumo humano y los higos en fresco y seco para consumo animal (ganado porcino y ovino). Se está tratando de recuperar de ejemplares cultivados en la colección de higueras baleares de Montserrat Pons i Boscana en Llucmajor.